# Marcelo (duque da Numídia)
Marcelo (em latim: Marcellus; 536) foi um oficial militar bizantino do século VI, ativo durante o reinado do imperador Justiniano (r. 527–565) no Oriente e África. Ele participou na expedição liderada por Belisário que conquistou o Reino Vândalo e depois disso permaneceu sob ordens de Salomão como comandante da Numídia.

## Vida

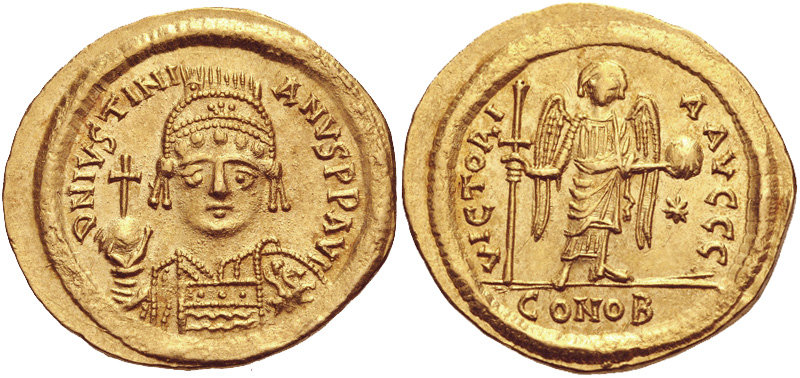
Soldo de Justiniano r.

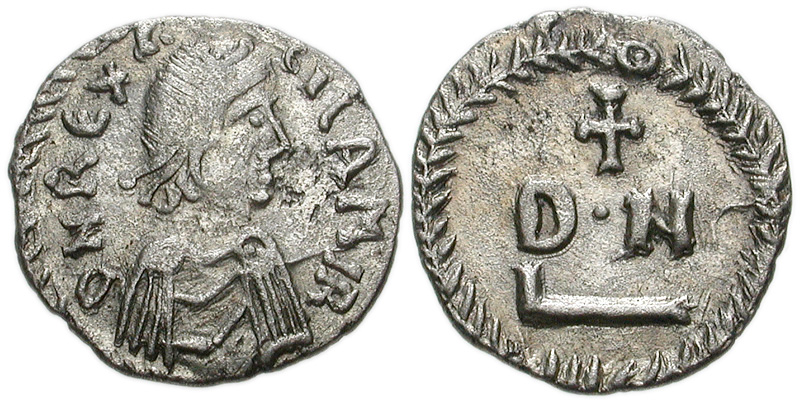
Denário de Gelimero r.

Em 530, foi um dos comandantes de cavalaria estacionados na ala direita do exército bizantino sob Belisário durante a Batalha de Dara; os outros oficiais eram Cirilo, Doroteu, Germano e João. Em 533, foi um dos nove comandantes dos federados liderados por Belisário numa expedição contra o Reino Vândalo.[a] Embora citado somente uma vez por Procópio durante a expedição, imagina-se que tenha participado de toda a campanha. Na Batalha de Tricamaro do mesmo ano, comandou, ao lado dos demais oficiais dos federados, a cavalaria da ala esquerda; talvez esteve entre os oficiais perseguidos por Gelimero durante a Batalha de Cartago do mesmo ano.
Após Belisário partir da África em 534, permaneceu sob ordens de Salomão como um dos comandantes dos federados da Numídia junto de Cirilo. Por 536, foi nomeado duque da Numídia, um ofício criado em 534 após a conquista da África. No verão de 536, quando soube que o rebelde Estútias estava com suas tropas em Gadiaufala, juntou seu exército e marchou contra o inimigo. Lá, Estútias convenceu suas tropas a desertar, e eles foram forçados a procurar refúgio numa igreja próxima, da qual apareceram após Estútias prometer poupá-los. Em seguida foram executados.